# مسیر سیگنال‌دهی خارپشتی
مسیر سیگنال‌دهی خارپشتی (به انگلیسی: Hedgehog signaling pathway) یک مسیر سیگنال‌دهی است که اطلاعات مورد نیاز برای تمایز سلولی مناسب را به سلول‌های جنینی منتقل می‌کند. بخش‌های مختلف جنین دارای غلظت‌های متفاوتی از پروتئین‌های سیگنال‌دهنده خارپشتی هستند. این مسیر در بزرگسالان نیز نقش‌هایی دارد. بیماری‌های مرتبط با عملکرد نادرست این مسیر شامل سرطان است.

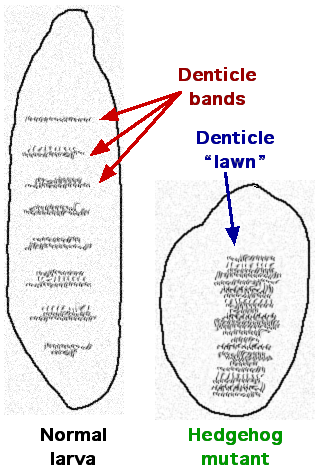
شکل ۱. لاروهای جهش‌یافته طبیعی و خارپشتی

مسیر سیگنال‌دهی خارپشتی یکی از تنظیم‌کننده‌های کلیدی رشد جانوران است و در همه دوسوئیان وجود دارد. این مسیر نام خود را از لیگاند پلی‌پپتیدی خود گرفته است، یک مولکول سیگنال‌دهندهٔ درون‌سلولی به نام خارپشتی (Hh) که در مگس‌های میوه از سردهٔ مگس سرکه یافت می‌شود. گفته می‌شود که لارو مگس میوه بدون ژن Hh شبیه خارپشت است. Hh یکی از محصولات ژن قطبیت بندبند در مگس سرکه است که در ایجاد اساسی الگوی بدن این مگس نقش دارد. این مولکول در مراحل بعدی جنین‌زایی و دگردیسی مهم باقی می‌ماند.
پستانداران دارای سه هم‌ساخت خارپشتی هستند، خارپشت بیابانی (DHH)، هندی (IHH) و صوتی (SHH) که از بین آنها صوتی بهترین مورد مطالعه قرار گرفته است. این مسیر در طول رشد جنین مهره‌داران به همان اندازه مهم است و بنابراین در زیست‌شناسی تکوینی فرگشتی مورد توجه است. در موش‌های ناک اوت (Knochout) بدون اجزای این مسیر، مغز، اسکلت، ماهیچه‌ها، دستگاه گوارش و شش‌ها به درستی رشد نمی‌کنند. مطالعات اخیر به نقش سیگنال‌دهی جوجه‌تیغی در تنظیم سلول‌های بنیادی بالغ درگیر در نگهداری و بازسازی بافت‌های بالغ اشاره دارد. این مسیر همچنین در ایجاد برخی سرطان‌ها نقش دارد. داروهایی که به‌طور خاص سیگنال‌دهی جوجه‌تیغی را برای مبارزه با این بیماری هدف قرار می‌دهند، به‌طور فعال توسط تعدادی از شرکت‌های داروسازی تولید می‌شوند.